# Índice de densidad de sedimentos
El índice de densidad de sedimentos (SDI del inglés Silt Density Index, algunas veces denomina también Fouling Index - FI. ) da indicaciones sobre la cantidad de partículas que se encuentran en el agua. Es utilizado frecuentemente para categorizar el agua que se pretende tratar con nanofiltración o por ósmosis inversa.
Para su determinación se mide el tiempo necesario para pasar a través de una membrana una cantidad de 500 mililitros de agua. Después de un tiempo establecido, que puede variar entre 5 y 15 minutos, durante los cuales el agua continua pasando a través de la membrana, se vuelve a medir el tiempo para que pasen 500 mililitros. Tendremos así un SDI5 o SDI15 o más genéricamente un SDIT. El valor de T más usado es de 15 minutos (SDI15)
A causa de las partículas presentes en el agua, la velocidad de filtración a través de la membrana se reduce. El SDI es por lo tanto el cambio porcentual medio por minuto del flujo volumétrico a través de una membrana durante un período de 15 minutos. El SDI se calcula a partir de la tasa de obstrucción de un filtro de membrana con poros de 0,45 micras a una presión manométrica constante (30 psi o 2.1 bar).
Se calcula con la expresión:
{\displaystyle SDI_{T}={\frac {\frac {t_{x}-t_{0}}{t_{x}}}{T}}\cdot 100\%}
donde:
- {\displaystyle t_{0}}: primera medición de 500 ml (en segundos)
- {\displaystyle t_{x}}: segunda medición de 500 ml (en segundos) después de {\displaystyle T} tiempo, medido en minutos
- {\displaystyle T}: tiempo transcurrido entre el inicio de la primera y el comienzo de la segunda medición (en minutos)

Estos valores se utilizan comúnmente en la evaluación de la calidad del agua que entra a un proceso de nanofiltración o de ósmosis inversa, dando una indicación preliminar de la velocidad con que se saturará la membrana. Generalmente se aceptan valores de SDI15 <5% / min.